# Angastaco
Angastaco es una localidad del departamento San Carlos, provincia de Salta, Argentina; en los Valles Calchaquíes. Se accede por RN 40, está enripiada.

## Población
Contaba con 823 habitantes (Indec, 2010), lo que representa un detrimento del 6,5% frente a los 881 habitantes (Indec, 2001) del censo anterior.

## Turismo
Siempre los valles guardan una sorpresa. A veces son las caprichosas formas que tienen las montañas, y otra sus colores. Y Angastaco guarda para sí el capricho de las formas y los tonos, salvo el del cielo que es único, propio e intransferible. 
Angastaco está situado en plena serranía, en un valle, surcado por el río del mismo nombre, que cruza junto al pueblo después de nacer en Pucará, echando sus aguas más adelante en el Río Calchaquí. Llama la atención de este lugar, el contraste entre el verde intenso de los cultivos y el suelo arenoso de los valles. Desde mediados del siglo XVIII, las naciones indígenas  de la localidad de Angastaco dependían de la Misión Franciscana del Rosario de Calchaquí, ubicada en el paraje de San Isidro, cercana a Cafayate. 

### Lugares para visitar
- El pueblo mismo cuenta con: hostería, Centro Cívico con un pequeño museo arqueológico, iglesia que se proyecta en una esquina de la plaza. Cuenta con artesanías, con vinos regionales y "pateros" y mistela de incomparable perfume. Todo ello hace que Angastaco no sea un lugar para turistas apresurados que se conforman con echar un vistazo para seguir su viaje en busca de nuevos escenarios. En Angastaco hay que quedarse unos días para disfrutar de sus cosas buenas y de su buena gente.

- Ya en las proximidades del pueblo, yendo por Cafayate, se halla un paisaje lunar cincelado pacientemente por la Naturaleza, sobre todo en los Pasos del "Ventisquero" y de la "Flecha". Se puede pasar cien veces por el lugar y se encontrarán nuevas, casi infinitas combinaciones de formas y colores.

- Finca El Carmen: estancia rural distante a 8 km en dirección norte, camino a Cachi siguiendo la Ruta Nacional Nº40, enclavada entre un fértil valle y la serranía que continúa con las características particulares de la Quebrada de Las Flechas. Se desarrollan actividades agropecuarias y de turismo rural, tales como hospedaje, casas de comidas regionales, paseos por los lugares de cultivo, aguas termales, y cabalgatas, entre otras. En la finca está ubicada una de las iglesias más antiguas de todo el Valle Calchaquí que data del año 1780, restaurada allá por el año 1969 por los actuales propietarios del lugar, la familia Miralpeix. Merece la pena visitar este lugar tanto por el increíble paisaje como también por sus costumbres y su gente.
- "El Rincón Florido"

### Nueva Iglesia
Este bello templo de estilo arquitectónico colonial fue construido por la Municipalidad de Angastaco entre los años 1976-1979. El artífice de esta bella construcción fue el arquitecto Guillermo Lee, bajo cuya dirección se levantó la obra que fuera inaugurada el 8 de diciembre de 1979 por Monseñor Diego Gutiérrez Pedraza, Obispo de la Prelatura de Cafayate.

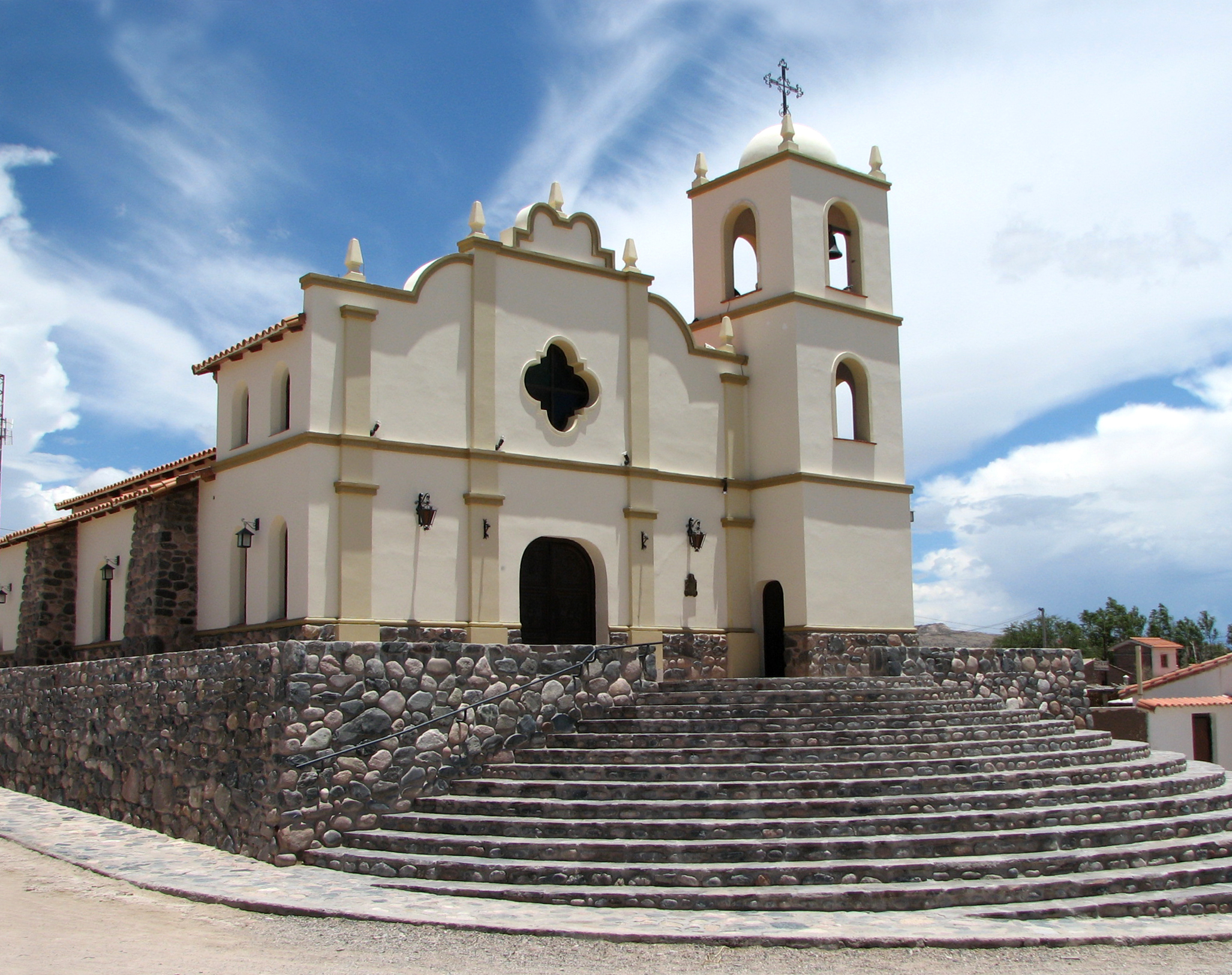
Iglesia de Angastaco.

### Vieja Iglesia
Este templo que data de 1945 fue construido por el vecindario del lugar con materiales de la zona: adobes, techo de caña y piso de ladrillo, en el predio de la Familia Cruz. Está emplazado en el "VIEJO PUEBLO" de casa de adobe, con calles que no son ya de piedra sino polvo y que se fue quedando atrás, como parte de la historia de Angastaco.

### Fuerteincaico
En la confluencia de los ríos Angastaco y Calchaquí se encuentra un pucará inca, denominado apropiadamente como pucará de Angastaco. Data del Horizonte Tardío. Se encuentra sobre una estratégica posición elevada y de difícil acceso, permitiendo un amplio campo visual sobre los valles.

## Eslogan del pueblo y poesía
"Verde, arena y vino"

..."Caminante que llegas a éste pueblo arenoso, permite que Angastaco te ofrezca su amistad, su fortuna y su vino, que beberás dichoso mientras pisas el blanco corazón de la luna"... (Manuel J. Castilla)

## Los Colorados
Es un lugar situado a pocos kilómetros de Angastaco, hacia el oeste. Vale la pena conocer, aunque el camino de acceso no corresponde al valor turístico del lugar. 
Es imposible describir en detalle su topografía. Se requiere fotografiarlos o filmarlo. Es un enorme anfiteatro natural rodeado de montañas multicolores en las que predomina un rojo intenso. Pero no están lejos sino al alcance de la mano. 
Los encantos de los Colorados no se limitan a la geografía, a lo paisajístico. En el centro de ese anfiteatro la religiosidad y el arte se han conjugado para brindarnos "El Cristo de la Humildad y de la Paciencia" hecho por el artista salteño Colo Cassina. Es una réplica criolla de un Cristo español. Es un Cristo sedente, de melena y barba renegridas y con una expresión que realmente impresiona. Su contemplación invita a ser más humanos y piadosos.

## Geografía
Se encuentra a una altitud de 1.990 m s. n. m. El clima es seco y árido, con días soleados en general. 
- Distancia desde Salta por Cafayate: 261 km
- Desde Salta por Cachi: 245 km
- Desde Cafayate: 70 km

## Economía
Vid, vino; cereales, frutales. Especias: pimentón, anís y comino. 

## Fiesta Patronal
8 de diciembre – Virgen del Valle

## Sismicidad
La sismicidad del área de Salta es frecuente y de intensidad baja, y un silencio sísmico de terremotos medios a graves cada 40 años

Área de Media Sismicidad con 6,1 Richter, hace 15 años, otro cimbronazo hace 76 años con 7,0 Richter

## Personalidades destacadas
- Mariana Carrizo (1979) Cantante y coplista argentina.